# Schlacht bei Millesimo
1792

Porrentruy – Marquain – Quiévrain – Verdun – Thionville – Valmy – Lille – Mainz (1792) – Jemappes
1793

Aldenhoven I – Namur – Neerwinden – Mainz (1793) – Famars – Valenciennes (1793) – Arlon (1793) – Hondschoote – Meribel – Avesnes-le-Sec – Pirmasens – Toulon – Fontenay-le-Comte – Cholet – Lucon – Trouillas – Dünkirchen – Le Quesnoy – Menin I – Wattignies – Weißenburg I – Biesingen – Kaiserslautern I – Weißenburg II
1794

Boulou – Landrecis – Menin II – Mouscron – Martinique – Guadeloupe – Tourcoing – Tournai – Kaiserslautern II – San-Lorenzo de la Muga – 13. Prairial – Fleurus – Kaiserslautern III – Vosges – Aldenhoven II
1795

Cornwallis’ Rückzug – Genua – Groix – Hyeres – Handschuhsheim – Mainz (1795) – Mannheim – Loano
1796

Montenotte – Millesimo – Dego – Mondovì – Lodi – Borghetto – Castiglione – Mantua – Siegburg – Altenkirchen – Wetzlar – Kircheib – Kehl – Kalteiche – Friedberg  – Malsch – Neresheim – Sulzbach – Deining – Amberg – Würzburg – Neufundland – Rovereto – Bassano – Limburg – Biberach I – Emmendingen – Schliengen – Caldiero – Arcole – Irland
1797

Fall von Kehl – Rivoli (1797) – St. Vincent – Diersheim – Santa Cruz – Neuwied – Camperduin
Die Schlacht bei Millesimo, geschlagen am 13. April 1796 in der Nähe der Stadt Millesimo, war der Name, den Napoleon Bonaparte in seinem Briefverkehr einer von mehreren kleinen Schlachten gab, die im Piemont in Norditalien zwischen den französischen Armeen und den verbündeten Armeen von Österreich und dem Königreich von Sardinien-Piemont ausgetragen wurden.

## Hintergrund
Im späten März 1796 übernahm General Bonaparte den Oberbefehl über die französische Armée d’Italie, welche aus ungefähr 40.000 Mann unter Waffen bestand. Nachdem er am 10. April 1796 in der Nähe von Genua durch den linken Flügel der österreichischen Armee unter Feldzeugmeister Jean-Pierre de Beaulieu angegriffen worden war, startete Bonaparte die Montenotte-Kampagne mit dem Ziel, Sardinien-Piemont möglichst schnell zum Verlassen der Koalition zu zwingen. Hierzu marschierten die Franzosen über den Cadibona-Pass und konnten so den isolierten rechten Flügel der österreichischen Armee, befehligt durch Feldmarschall-Leutnant (FML) Eugène-Guillaume Argenteau, in der Schlacht bei Montenotte am 12. April besiegen. Als Nächstes marschierten die Franzosen daraufhin weiter landeinwärts mit der Absicht, die Stadt Dego einzunehmen und die Trennung zwischen der österreichischen Armee und ihrem Verbündeten Sardinien-Piemont zu verstärken.

## Schlacht
Nach seinem Sieg bei Montenotte schwang Bonaparte den Schwerpunkt seiner Offensive nach Westen gegen FML Michelangelo Collis 21.000 Mann starke sardische Armee. Um Beaulieus Armee vom Eingreifen abzuhalten, entsandte der französische Befehlshaber eine Division unter André Masséna nach Norden, um Dego zu erobern. Am 13. April griff Generalmajor Augereau das österreichische Hilfscorps, bestehend aus sardischen Truppen, unter dem lombardischen General Provera an, nachdem sie sich zuvor mit der Brigade von Joubert vereinigt hatten. Provera wurde bald besiegt und zurückgedrängt.
Um den Rückzug seiner Truppen zu decken, zog sich Provera zur Burg Cosseria mit einem Teil des österreichischen Gyulai Freicorps und zwei Grenadier-Kompanien des 27. Strassoldo Infanterie-Regiments zurück, wo er schon bald mit Colonel Filippo Del Carrettos frischem 3. Sardischen Grenadier-Bataillon zusammentraf. Daraufhin gab Bonaparte den Befehl, die größtenteils verfallene Burg einzunehmen. Augereaus und Generalmajor Meyniers Divisionen stürmten wiederholt den Burghügel, doch die verbündete Garnison leistete erfolgreich Widerstand. Nachdem er den letzten Angriff des Tages angeführt hatte, schrieb Oberst Joubert:
„Nichts Schlimmeres als diesen Sturmangriff kann sich vorgestellt werden, bei dem ich verwundet wurde als ich durch eine Öffnung trat; meine Karabiner hielten mich in die Luft hoch, mit einer Hand erfasste ich die Mauerspitze. Ich wehrte die Steine mit meinem Säbel ab, und mein gesamter Körper war das Ziel zweier Schanzen, welche die Position zehn Schritt weiter dominierten“.
An diesem Abend gelang es Augereau, in die Burg einzudringen, während Bonaparte seine Truppen wieder versammelte. Früh am nächsten Morgen rief Augereau die Verteidiger zur Aufgabe der Burg auf, woraufhin Provera kapitulierte. Zu diesem Zeitpunkt hatten seine Truppen keine Nahrung, kein Wasser und keine Munition mehr.
Der Bericht, den Bonaparte an die französische Regierung betreffs der Handlungen, die um Millesimo stattfanden und bei denen er von der „Schlacht von Millesimo“ sprach, schickte, ist verwirrend und eventuell sogar absichtlich irreführend, da Bonaparte zu diesem Zeitpunkt wohl keinesfalls wollte, dass deutlich wurde, wie ernst zu nehmend die Verluste der Franzosen gewesen waren und wie nah er daran gewesen war, seine Pläne durchkreuzt zu sehen. In der Tat fand eigentlich keine richtige Schlacht bei Millesimo selbst statt, sondern eher eine Reihe ungeordneter Kampfhandlungen am 13. April, bei der eine kleine Zahl von feindlichen Einheiten zurückgedrängt wurde, gefolgt von einer kurzen, aber teuer bezahlten Belagerung der Burg von Cosseria, welche nur durch ungefähr tausend Österreicher und Piemontesen unter Provera und Del Carretto verteidigt wurde. Erst nachdem die Verteidiger aufgrund des Mangels an lebensnotwendigen Dingen und Munition am 14. April kapituliert hatten, konnte der weitere Vorstoß der Franzosen landeinwärts in Sicherheit erfolgen. Bonaparte gab später gegenüber dem piemontesischen Generalstabschef, Colonel Joseph Costa, zu, dass die Belagerung von Cosseria ein Fehler gewesen sei, dem seine Ungeduld zugrunde lag. Es ist wahrscheinlich, dass um diesen Fehler zu vertuschen Bonaparte in seinem Bericht auf solch irreführende Weise von einer „Schlacht von Millesimo“ spricht.

## Ergebnis
Die Franzosen verloren ungefähr 700 Mann bei ihren vergeblichen Angriffen am 13. April, während Proveras 988 Mann lediglich 96 Verluste zu verzeichnen hatten, allerdings wurden nach der Aufgabe der Burg sämtliche Insassen zu Kriegsgefangenen. Der französische Adjutant General Jean Quenin, der Oberst Pierre Barnel und der Sarde Del Carretto wurden getötet. Louis Suchet erhielt eine Beförderung, als sein Oberst beim Sturm auf die Burg getötet wurde. Die Verluste aus der kurzen Kampfhandlung am Anfang des Tages sind nicht bekannt. Die Kapitulation der Burg erlaubte es der französischen Offensive fortzufahren. Außerdem gewann Masséna am 14. April die Schlacht von Dego. Kurz nach dieser Schlacht setzte Bonaparte seine Armee zu einem unnachgiebigen Angriff auf die westwärts gelegenen österreichisch-sardischen Truppen unter Colli in Bewegung.